# Magdalena Jankowska
Magdalena Jankowska, (ur. 3 lutego 1953 w Puławach) – polska poetka, krytyk teatralny i pisarka.

## Życiorys
Ukończyła Państwowe Liceum Sztuk Plastycznych w Nałęczowie, a następnie Wydział Humanistyczny Uniwersytetu Marii Curie-Skłodowskiej w Lublinie, gdzie po ukończeniu studiów podjęła pracę w Instytucie Filologii Polskiej w Zakładzie Metodyki Języka Polskiego. Później pracowała w Kolegium Nauczycielskie w Radomiu. Jest członkiem Stowarzyszenia Pisarzy Polskich.
Debiutowała w 1986 roku dziewięcioma wierszami opublikowanymi w tygodniku „Radar”. Jej poezja ukazywała lub ukazuje się w „Akancie”, „Akcencie”, „Frazie”, „Czasie Kultury”, „Kamenie”, „Kresach”, „Opcjach”, „Pograniczach”, „Pracowni”, „Res Publice”, „Toposie”, „Tyglu Kultury”, „Zamojskim Kwartalniku Kulturalnym” i „Zwierciadle”. Swoje wiersze publikowała również w „Dynamisie”, „Lublin – kultura i społeczeństwo”, „Miesięczniku Prowincjonalnym”, „Nestorze”, „Nowym Medyku”, „Okolicach” i „Tece Puławskiej”.
Jako recenzentka w 1987 roku debiutowała w „Kamenie”, w której następnie prowadziła autorską rubrykę „Bez klaki”. Współpracowała lub współpracuje z „Tygodnikiem Współczesnym”, „Na przykład”, „Sycyną” i „Akcentem”. Od pierwszego numeru stale publikuje recenzje w „Kresach”. Ocenia spektakle wystawiane w teatrach: „Teatr im. Juliusza Osterwy w Lublinie”, Teatr Lalki i Aktora im. Hansa Christiana Andersena, „Teatr Provisorium”, „Scena Plastyczna KUL” i „Ośrodek Praktyk Teatralnych „Gardzienice””. Recenzuje również festiwale teatralne - głównie odbywające się w Lublinie - „Międzynarodowy Festiwal Teatralny „Konfrontacje”” i „Festiwal Teatrów Europy Środkowej «Sąsiedzi»”.

## Nagrody i odznaczenia
- Nagroda PuPik we Wrocławiu w konkursie o Laur Miedzianego Amora w 1988
- Nagroda Anny Kamieńskiej 1998 za tom „Tak się składa”
- Zasłużony Działacz Kultury, Lublin 2005
- Medal Wojewody Lubelskiego, Lublin 2010
- Medal Prezydenta Miasta Lublin, 2017
- Medal 700-lecia Miasta Lublin, 2018
- Medal Zasłużony dla Województwa Lubelskiego, 2020
- Medal Zasłużony dla Miasta Lublin, 2022

## Publikacje

### Poezja
- „I co dalej?”, wydana nakładem autorki przez Oficynę Graficzną Wojewódzkiego Domu Kultury w Lublinie,  Lublin 1990
- „Kula i Skrzydło”, Wydawnictwo Adalbert, Lublin 1992, wydanie II 1994
- „Zbiór otwarty”, Wydawnictwo Lubelskie Nowe, Lublin 1994, ISBN 83-85766-09-X
- „Tak się składa”, Norbertinum, Lublin 1998, ISBN 83-86837-77-2
- „Już”, Wydawnictwo LMG, Lublin 2002, ISBN 83-915650-1-7
- „Salon mebli kuchennych”, Ex-libris, Lublin 2006, ISBN 83-900221-9-2
- „Skrzyżowanie”, Ex-libris, Lublin 2011, ISBN 978-83-924398-8-2
- "Dobierany", Ośrodek Brama Grodzka- Teatr NN, Lublin 2014, ISBN 978-83-61064-61-9
- "Globalne ocieplenie", Ex-libris, Lublin 2019, ISBN 978-83-933674-6-7

### Proza
- „Billing” Lmg-Energia, Lublin 2001, ISBN 83-915650-0-9, ISBN 978-83-933674-5-0

- "Gabion", Ex-libris, Lublin 2017, ISBN 978-83-933674-5-0

### Wybory recenzji teatralnych
- "Tak widziałam to. Tak to widziałam", Wydawnictwo Test, Lublin 2016,ISBN 978-83-7038-076-X
- "Teatralną serpentyną. Zapiski z Lublina", Norbertinum, Lublin 2018, ISBN 798-83-7222-657-0